# Дзитиев, Асланбек Евдокимович
Асланбек Евдокимович Дзитиев (род. 27 августа 1982, Орджоникидзе) — российский тхэквондист, выступавший в весовых категориях до 67 и до 68 кг. Бронзовый призёр чемпионата Европы, участник Олимпийских игр.

## Биография
Асланбек Дзитиев родился 27 августа 1982 года.
В 1999 году выступал на молодёжном уровне. На первенстве Европы в Никосии он стал чемпионом в весовой категории до 68 килограммов. В том же году выступал уже на взрослом уровне. Асланбек принял участие на чемпионате мира в Эдмонтоне (категория до 67 кг) и на отборочном турнире к Олимпиаде-2000, который прошёл в Стокгольме. В Швеции Дзитиев стал вторым.
В 2000 году Асланбек Дзитиев стал бронзовым призёром чемпионата мира среди студентов в Гаосюне и принял участие на чемпионате Европы в Патрах. Вошёл в состав сборной России для участия на Олимпийских играх в Сиднее, которые прошли осенью. В первом поединке россиянин победил ливийца Низара Мохамеда Наили, но затем проиграл со счётом 1:9 корейцу Син Джун Сику, который впоследствии дойдёт до финала. В утешительной сетке в четвертьфинале Дзитиев проиграет австрийцу Тунджаю Чалышкану.
Дзитиев стал бронзовым призёром чемпионата мира среди военных в нидерландском Вунсдрехте. В следующем году он вновь принял участие на этих соревнованиях, которые прошли в Форт-Худе (США), но повторить медальный успех не смог.
В 2003 году Дзитиев принял участие на Универсиаде в Тэгу, где в четвертьфинале проиграл испанцу Арицу Итксисоа, и чемпионате мира в Гармиш-Партенкирхене, где уже в первом поединке проиграл Йосвани Пересу.
На чемпионате Европы 2004 года в Лиллехамере уже на стадии 1/16 финала проиграл нидерланду Деннису Беккерсу, а на чемпионате мира среди военных завоевал серебро, в финале вновь уступив Беккерсу. В следующем году на чемпионате Европы, который проходил в Риге, вновь уступил в первом раунде.
В 2006 завоевал бронзу на чемпионате Европы в Бонне. В первых поединках Дзитиев победил итальянца Алекса Виньюдини, боснийца Ивора Видича, турка Сервета Тазегюля, а на стадии полуфинала россиянина вновь остановил Деннис Беккерс. В том же году Дзитиев завоевал бронзу на Кубке мира в Бангкоке и выиграл Azerbaijan Open.
После завершения карьеры спортсмена стал тренером, стал работать с паралимпийцами.